# 이사발주

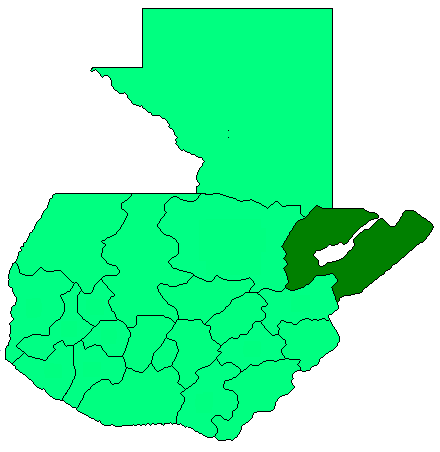
이사발 주의 위치

이사발주(스페인어: Departamento de Izabal)는 과테말라 최동단에 위치한 주로 주도는 푸에르토바리오스이며 면적은 9,038km2, 인구는 314,306명(2002년 기준)이다. 과테말라에서 가장 큰 호수인 이사발호에 둘러싸여 있다.
북쪽으로는 벨리즈, 동쪽으로는 온두라스와 국경을 접하며 남쪽으로는 사카파 주, 서쪽으로는 알타베라파스 주, 북서쪽으로는 페텐 주, 북동쪽으로는 온두라스 만과 접한다. 5개 지방 자치체를 관할한다.

## 같이 보기
- 푸에르토바리오스
- 키리과
- 라파엘 카레라
- 유나이티드 프루트 컴퍼니